# Sarcastaball
Sarcastaball est le huitième épisode de la seizième saison de la série télévisée d'animation américaine South Park et l'épisode 231e de la série globale.

## Synopsis
Randy se plaint à l'association des parents d’élèves car de nouvelles règles amputent le football junior des coups les plus risqués par mesure de sécurité. De façon sarcastique, il énonce de nouvelles règles destinées à rendre le football américain encore plus sûr, en remplaçant le ballon en cuir par une baudruche et en faisant porter aux joueurs des soutiens-gorge et des chapeaux en aluminium. En plus de marquer des points, le but serait de faire le plus de câlins et de compliments possibles aux adversaires. Il baptise ce nouveau sport le sarcastaball, et il est pris au sérieux par le corps enseignant qui lui donne le poste d'entraineur.
Si Stan et ses amis sont sceptiques, Butters apprécie les nouvelles règles qui font de lui un leader né. Le sport connait un immense succès et une ligue est fondée. Randy devient le nouvel entraineur des Broncos de Denver sous les nouvelles règles malgré le ton de plus en plus sarcastique qu'il use, personne ne comprenant le second degré qu'il utilise désormais en permanence.
Cartman rend visite à Butters pour demander conseil, ne se sentant pas assez gentil pour pratiquer le sarcastaball. Butters lui parle alors de la "crème de bonheur" qui se trouve en chacun de nous, et qui déborde parfois du corps la nuit, comme lui a expliqué son père Stephen. Butters récupère d'ailleurs cet excès de "crème" dans des flacons tous les matins, et montre son impressionnante réserve à Eric. Ce dernier y goûte, et voyant que cela le fait se sentir mieux, Butters en fait un produit énergisant pour son équipe, qui se répand ensuite dans tout le sarcastaball et même dans le commerce.
Sharon est de plus en plus inquiète de voir Randy rongé par le sarcasme. Un médecin lui confirme que tout ce second degré lui a causé des dommages cérébraux irréversibles. Il admet en public que le sarcasme et donc le sarcastaball est dangereux, mais Stan refuse de l'écouter, étant devenu un pilier du nouveau sport. Randy goûte alors la boisson de Butters, et se rend compte que ce n'est que du sperme.
La mode du sarcastaball passe, et Butters est puni pour avoir fait boire sa semence aux autres. Quand le garçon a une érection étant éveillé, son père le rassure en disant que c'est une "boussole à copains", qui se dresse quand des amis sont près de lui. Et si elle pointe vers le ciel, c'est parce que Jésus est son ami.